# Infectología
La infectología es una especialidad médica que se encarga del estudio, la prevención, el diagnóstico y el tratamiento de las enfermedades producidas por agentes infecciosos (bacterias, virus, hongos, parásitos y priones), está muy relacionada con la medicina interna y la pediatría, en algunos países incluso todavía es una subespecialidad o área de estas dos especialidades. Esta especialidad destaca por tener bajo su área de atención el tratamiento de la infección por VIH/SIDA.

## Características
Las enfermedades infecciosas son, y han sido siempre, una importante causa de morbilidad y mortalidad en todo el mundo. El especialista en esta área es denominado como «especialista en enfermedades infecciosas y tropicales» y debe realizar un estudio profundo de las enfermedades y los agentes infecciosos que las originan. Esta especialidad está muy relacionada con la medicina tropical.
Hasta hace relativamente poco, las enfermedades infecciosas ocupaban el primer lugar en las estadísticas de mortalidad mundial, pero con el advenimiento de los fármacos antimicrobianos (antiparasitarios, antivirales, antimicóticos y antibacterianos), sumados al uso de agentes químicos, tales como los antisépticos y desinfectantes, además de campañas de prevención para la propagación de enfermedades por agentes infecciosos, las enfermedades infecciosas se han visto desplazadas como causa de mortalidad en el mundo y han dado paso a un repunte de las enfermedades cardiovasculares y metabólicas. Sin embargo, hubo un repunte de mortalidad en varios países del mundo, en la última década, por el aumento de agentes bacterianos resistentes a múltiples fármacos antibacterianos.